# Bodenheim
 (novembre 2014).
La municipalité de Bodenheim est située dans la région viticole de la Hesse-rhénane. Ses vignobles ont été mentionnés pour la première fois en 754 dans un contexte de donation d'une Rantulf à l'abbaye de Fulda. Des donations à l'abbaye et Altenmünster de Lorsch sont aussi mentionnées.

## Géographie

### Liaison routière
À 12 kilomètres au sud de Mayence, Bodenheim est reliée au réseau autoroutier par la B9, une route nationale à quatre voies. Bodenheim a accès à des arrêts réguliers des trains de la ligne Mayence-Worms. Des pistes cyclables relient Bodenheim à Mayence, Nackenheim et Nierstein. Une piste cyclable en direction de Gau-Bischofsheim est en préparation. Aménagement cyclable : Véloroute du Rhin pour le Cyclotourisme.

## Économie

### Le vin de Bodenheim
La surface viticole comprend 520 ha avec les crus : Kapelle, Kreuzberg, Silberberg, Hoch, Leidhecke, Westrum, Heitersbrünnchen, Ebersberg, Burgweg, Mönchspfad, Reichsritterstift et les Großlage Gutes Domtal et Spiegelberg.
Bodenheim est connu pour ses tavernes et des "Straußwirtschaft" (auberges ouvertes en saison chez le vigneron qui accueillent le visiteur). La grande fête du vin Saint-Alban ait lieu traditionnellement le premier week-end de juillet.

### Autres entreprises
- Hilge, fabrication de pompes dédiées aux domaine de la brasserie, œnologie et pharmacie; pompes inox sanitaires, hygiéniques et stériles.
- Kuemmerling, fabrication de liqueur Amer (apéritif)

## Fêtes
- Fête du vin, dédiée à Alban de Mayence, le premier week-end de juillet
- Fête de sentier éducatif viticole, le deuxième week-end de septembre.
- journée de plein air galette aux oignons, le deuxième dimanche d'octobre

## Bâtiments, places et autres monuments
- Chapelle « Maria-Oberndorf », lieu de pèlerinage du diocèse de Mayence.
- Église Saint-Alban.
- Anciens bâtiments de domaine de l'économie agricole de la noblesse mayençaise et de Wormsgau.
- Deutsches Pumpen-Museum (Musée allemand de la pompe)[1],[2].
- Musée du patrimoine de Bodenheim.

## Jumelages
La commune est jumelée avec  Seurre (France),  Grezzana (Italie) et  Rudolstadt (Allemagne).